# ロナーテ・チェッピーノ
ロナーテ・チェッピーノ（伊: Lonate Ceppino）は、イタリア共和国ロンバルディア州ヴァレーゼ県にある、人口約5,000人の基礎自治体（コムーネ）。

## 地理

### 位置・広がり

#### 隣接コムーネ
隣接するコムーネは以下の通り。
- カイラーテ
- カステルセプリオ
- ゴルナーテ＝オローナ
- トラダーテ
- ヴェネゴーノ・インフェリオーレ

### 地震分類
イタリアの地震リスク階級 (it) では、4 に分類される
。